# Giustizierato
En giustizierato (pl:giustizierati; ibland även circoscrizione), är en sorts geografisk regionindelning som användes av flera italienska riken under medeltiden.
På 1230-talet delade Fredrik II in Kungariket Sicilien i följande giustizierati: Abruzzo, Basilicata, Kalabrien, Capitanata, Principato e Terra Beneventana, Terra di Bari, Terra di Lavoro (Terra di Lavoro inkluderade även dagens provinser Frosinone och Latina), Terra d'Otranto, Valle di Crati samt Terra Giordana.
Senare (under Karl I av Neapel) ansågs Abruzzo vara en alltför stor giustizierato för att effektivt kunna försvara och administrera, varför floden Pescara fick dela in Abruzzo i Abruzzo Ulteriore och Abruzzo Citeriore.
Indelningen i giustizierati upphörde när Peter III av Aragonien i Kungariket Aragonien tog över makten i Kungariket Sicilien. Efter det kallades områdena istället för provinser.